# Кумари (Первомайский район)
Кумари (укр. Кумарі) — село в Первомайском районе Николаевской области Украины.
Основано в 1870 году. Население по переписи 2001 года составляло 1186 человек. Почтовый индекс — 55260. Телефонный код — 5161. Занимает площадь 0,004 км².

## Местный совет
55260, Николаевская обл., Первомайский р-н, с. Кумари, ул. Центральная, 99